# Luigi Lombardi Satriani
Luigi Maria Lombardi Satriani di Porto Salvo (Briatico, 10 dicembre 1936 – Roma, 30 maggio 2022) è stato un antropologo e politico italiano, già senatore della Repubblica Italiana.

## Biografia
Dopo gli studi liceali a Tropea e la laurea in Scienze Politiche presso la Facoltà di Giurisprudenza dell'Università di Napoli, ha iniziato la sua carriera accademica prima come assistente, poi come professore straordinario, di Storia delle tradizioni popolari all'Università di Messina dal 1966, quindi di Antropologia culturale all'Università di Napoli dal 1974 al 1978, anno in cui conseguì l'ordinariato in Etnologia presso l'Università La Sapienza di Roma.
Nipote del demologo Raffaele Lombardi Satriani, fu grazie a suo zio che sin da piccolo ha coltivato la sua passione per l'antropologia. 
Insegnò altresì all'Università della Calabria, di cui fu preside della Facoltà di Lettere e Filosofia e Prorettore per le attività culturali. È stato tra i soci fondatori e presidente dell'"Associazione Italiana per le Scienze Etno-Antropologiche" (AISEA). 
È stato Senatore della Repubblica nella XIII legislatura, dal 1996 al 2001, e membro della Commissione Cultura del Senato e della Bicamerale sull'organizzazione mafiosa e sulle realtà criminali. Ha collaborato alle maggiori riviste scientifiche nonché a quotidiani italiani di livello nazionale. Ha tenuto, inoltre, corsi e seminari presso l'Istituto Universitario Suor Orsola Benincasa di Napoli.
Il 13 gennaio 2016, l'Università della Calabria, in riconoscimento della sua attività di studioso e di ricercatore, sempre attento alle dinamiche storico-culturali del Meridione, gli conferì la laurea honoris causa in filologia moderna, e, il 27 ottobre dello stesso anno, ha vinto il "premio Giuseppe Cocchiara", che gli è stato conferito, dopo una sua Lectio magistralis presso l'aula magna dell'Università di Messina.

## Studi, ricerche e pubblicazioni
Principalmente volto allo studio del folklore, della cultura e religiosità popolare e della cultura contadina, spesso contestualizzati secondo una prospettiva marxista (che evidenzia la connessione esistente tra dato culturale e condizione economico-sociale), ha ripreso e ripensato criticamente, in modo originale ed innovativo, alcune posizioni gramsciane e di Ernesto De Martino.
Ha esposto i suoi numerosi studi e i risultati delle sue vaste ricerche, oltre che in diversi articoli e contributi,  in molte monografie e curatele scritte, anche in collaborazione, a partire dal 1966; tra le sue principali opere, molte delle quali tradotte in altri Paesi, ricordiamo, secondo una scansione cronologica indicativa del percorso evolutivo della sua attività scientifica: 
- Il folklore come cultura di contestazione (Messina, 1966);
- Antropologia culturale e analisi della cultura subalterna (Messina, 1968, con successive edizioni);
- Santi, streghe e diavoli. Il patrimonio delle tradizioni popolari nella società meridionale e in Sardegna (Firenze, 1971);
- Folklore e profitto. Tecniche di distruzione di una cultura (Firenze, 1973);
- Menzogna e verità nella cultura contadina del Sud (Napoli, 1974),
- 'Ndrangheta, la mafia calabrese, (Padova, 1978),
- Il silenzio, la memoria e lo sguardo (Palermo, 1983),
- in collaborazione con Mariano Meligrana, Il ponte di San Giacomo (Palermo, 1982, Premio Viareggio)[8];
- Un villaggio nella memoria (Roma, 1984, Premio Sila);
- Diritto egemone diritto popolare. La Calabria negli studi di demologia giuridica (Milano, 1995);
- in collaborazione con Domenico Scafoglio, Pulcinella. Il mito e la storia (Milano, 1992);
- Lo sguardo dell'angelo. Linee di una riflessione antropologica sulla società calabrese (Rende - CS, 1992);
- La stanza degli specchi (Roma, 1994, 2005);
- Nel labirinto. Itinerari metropolitani (Roma, 1992);
- in collaborazione con M. Boggio e F. Mele, Il volto degli altri. Aids e immaginario (Roma, 1995);
- in collaborazione con M. Boggio e G. Bucaro, Come una ladra a lampo. Madonna della Milicia, sacro e profano (Roma, 1996);

Quindi:
- con A. Arino, L'utopia di Dioniso. Festa tra tradizione e modernità (Roma, 1997);
- La sacra città. Itinerari antropologici-religiosi nella Roma di fine millennio (Roma, 1999);
- Santità e tradizione. Itinerari antropologici-religiosi nella Campania di fine millennio (Roma, 2000);
- Madonne pellegrini e santi. Itinerari antropologici-religiosi nella Calabria di fine millennio (Roma, 2000);
- De sanguine (Roma, 2001);
- con L. Bindi, Ernesto De Martino. Panorami e spedizioni (Torino, 2002);
- Carlo Levi, un dolente amore per la vita (Roma, 2003);
- Il sogno di uno spazio. Itinerari ideali e traiettorie simboliche nella società contemporanea (Soveria Mannelli-CZ, 2004);
- Natuzza Evolo. Il dolore e la parola (Roma, 2006);
- La bontà d'un re e le sventure d'un popolo (Soveria Mannelli - CZ, 2006).

Recente, poi, è la curatela RelativaMente. Nuovi territori scientifici e prospettive antropologiche (Roma, 2010), che raccoglie gli atti dell'XI Convegno Nazionale dell'Associazione Italiana per le Scienze Etno-Antropologiche (AISEA).
Fra le ultime pubblicazioni rientrano:
- con Roberto Cipriani, Il cibo e il sacro (Roma, 2013);
- in collaborazione con M. Boggio, San Gennaro - Viaggio nell'identità napoletana (Roma, 2014);
- Potere, verità, violenza (2 voll., Reggio Calabria, 2014);
- Nostalgia di futuro (Roma, 2014, Premio Nazionale Rhegium Julii[9]);
- L'evasione dai giorni. Poesie (Milano, 2015);
- Omnia vincit amor. Poetica dell'Amore (Rossano-CS, 2017).

## Attività politica
Alle elezioni politiche del 1996, viene candidato ed eletto Senatore della XIII Legislatura nel collegio di Vibo Valentia tra le file della lista de L'Ulivo, ottenendo il 49% dei voti.